# AmphiCoach GTS-1

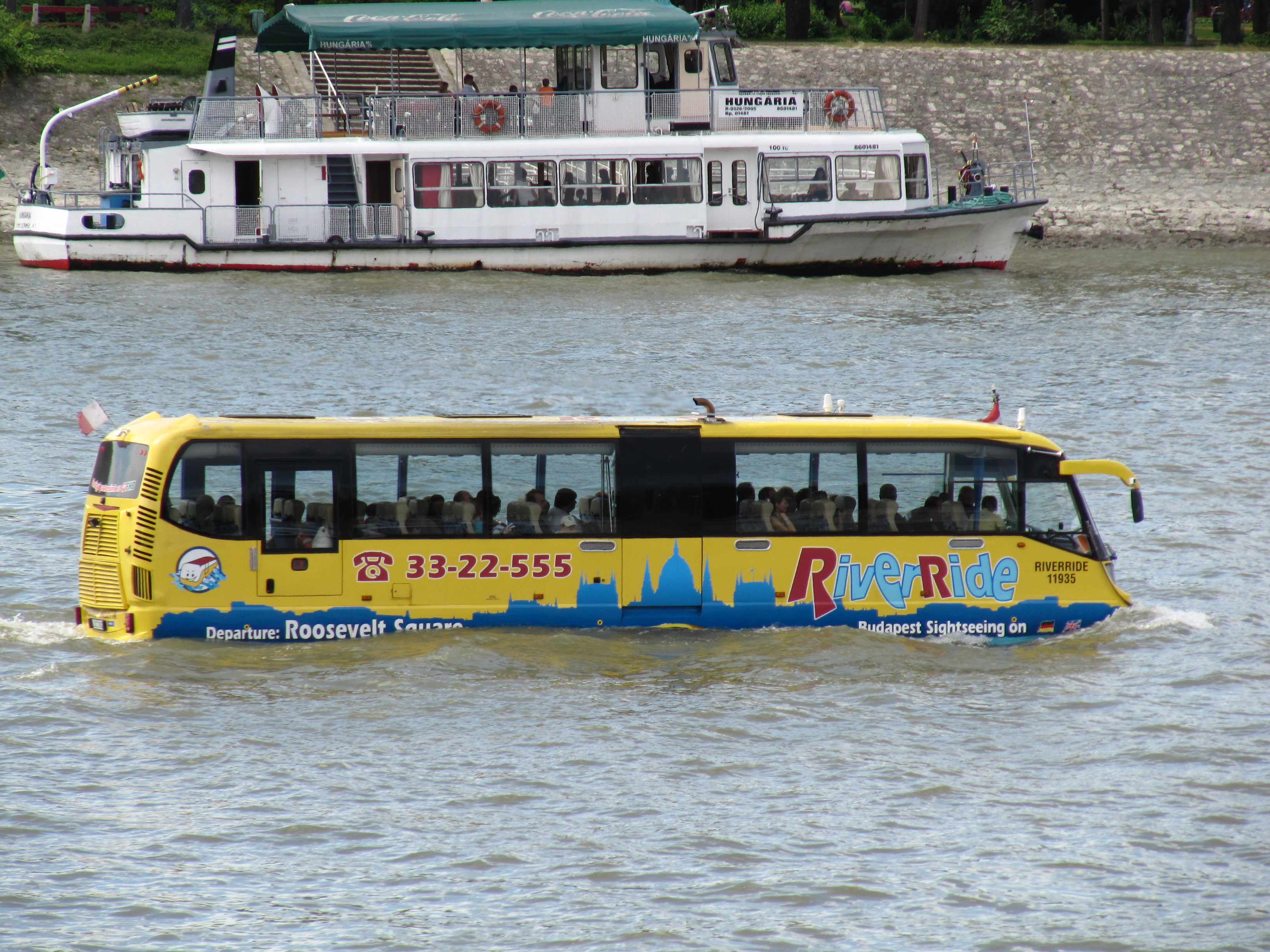
AmphiCoach GTS-1 in Budapest; Stadtrundfahrt auf der Donau

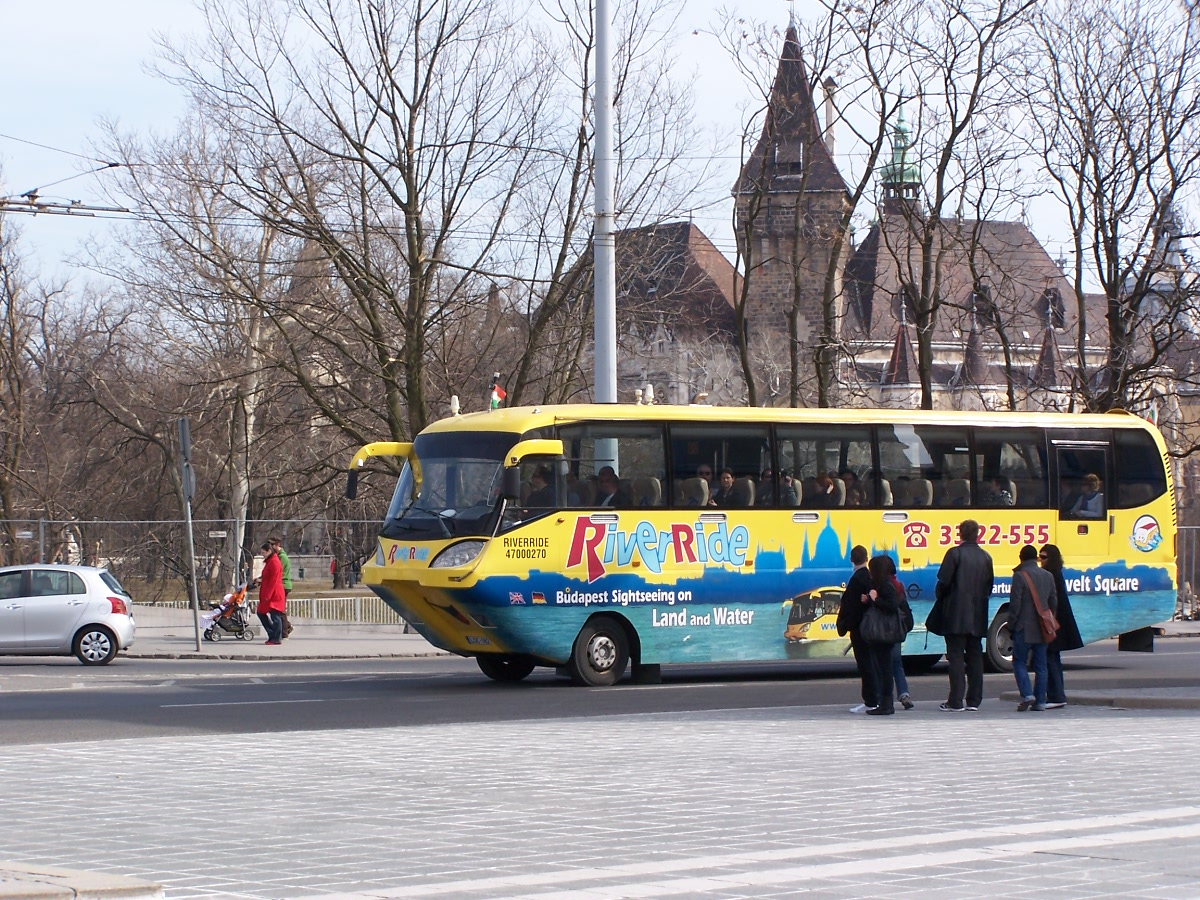
Stadtrundfahrt auf der Straße

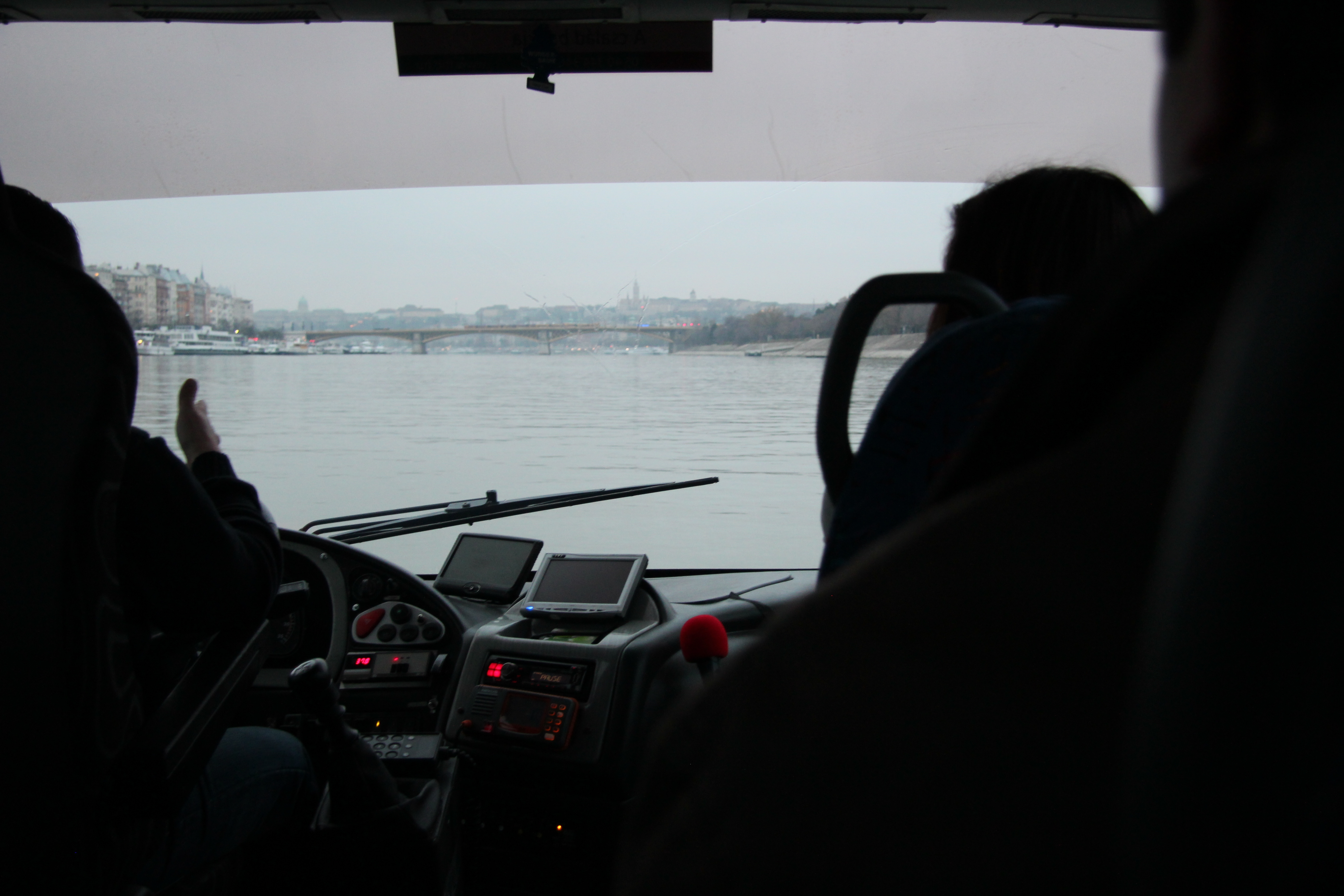
Blick durch die Frontscheibe

Der AmphiCoach GTS-1 ist der erste Reisebus, der auch als schwimmfähiger Wasserbus zum Einsatz kommt.

## Konstruktion
Das Omnibusmodell ist ein Gemeinschaftswerk von Irisbus im mechanischen und Iveco im technischen Bereich. Entworfen wurde das Amphibienfahrzeug von George Smith. 2006 wurde der erste Prototyp fertiggestellt und in der Marsaxlokk Bay in Malta getestet. 
Die schwimmfähigen Busse sind mit einem Allradantrieb und je 50 Sitzplätzen ausgestattet. Die Front ist stark angeschrägt. Ein flacher Aufbau über dem Fahrgestell verhindert das Umkippen auf dem Wasser. Der Wagenkasten besteht vorwiegend aus Aluminium, um Gewicht einzusparen. Zur weiteren Ausrüstung gehören Schwimmwesten, pyrotechnische Sicherheitsgurte und eine automatische Abschaltung des Motors bei Feuer.

## Einsatz
Nach einer Prototyp-Phase von drei Jahren wurde unter der Leitung von Smith mit der Serienproduktion begonnen; jährlich sollen ungefähr 12 Busse zu einem Stückpreis von 280.000 £ entstehen. AmphiCoaches werden zum Beispiel in Budapest für Stadtrundfahrten eingesetzt und befahren dort die Donau.